# مایکل پیرس
مایکل پیرس (به پرتغالی: Michel Celestino Pires Chaves) هافبک اهل برزیل است که در شهر ریودو ژانیرو و در تاریخ ۲۵ ژوئن ۱۹۸۹ به دنیا آمده‌است.
مایکل پیرس در تیم‌های فوتبال Madureira سابقهٔ حضور دارد.